# Thomas Van Loo
Thomas Johannes Van Loo (Oostende, 29 mei 1778 – Brugge, 15 februari 1851) was een West-Vlaams rederijker en apotheker.

## Levensloop
Hij was de enige zoon van Thomas Laurentius van Loo (1715–1778) en zijn tweede vrouw Maria-Anna van Dorpe (1740–1832). Hij studeerde in Parijs in 1804-1805. In 1806 vestigde hij zich, met zijn moeder, als apotheker in de Philipstockstraat in Brugge. Van Loo bleef vrijgezel. Hij werd lid van de provinciale geneeskundige commissie.
Bij de oprichting in 1827 van de Geneeskundige School in Brugge, werd hij leraar in de artsenij- en kruidkunde. In de Société d'agriculture et d'horticulture de Bruges was hij ondervoorzitter voor de afdeling kruidkunde.

## Rederijker
Samen met Eugeen Van Damme was Van Loo de belangrijkste rederijker van zijn generatie. Voor het eerst verschenen in 1806 verzen van hem in een bundel bekroonde gedichten van de Brugse rederijkerskamer Kunst en Eendracht. In 1808 won hij een eerste prijs met een grafschrift op de schilder Joseph Suvée. In 1813 won hij de eerste prijs met zijn gedicht op De Nijd bij de Kortrijkse rederijkerskamer De Vredeminnaars. In 1814 won hij de eerste prijs bij De Kersouwiers in Oudenaarde met zijn gedicht Napoleon afgeschilderd en een tweede prijs met een lierzang op paus Pius VII. In 1816 had hij weer prijs in Oudenaarde met zijn gedicht De vastneminge, het verblijf te Fontainebleau, de slaeking en de intrede van Zijne Heyligheid de paus Pius VII binnen Roomen, en ook in Oostende, met een eerste prijs voor De barbaersheyd der Afrikaenen.
Van 1817 tot 1820 was hij kunstbeoordelaar of kunstgriffier bij Kunst en Eendracht. In 1819 publiceerde hij verzen op de gewelddadige dood van de populaire August von Kotzebue. Hij werkte dat jaar ook mee aan het in eer herstellen van de Heilig Bloedrelikwie en van de gelijknamige processie. In 1822 werd hij lid van de Koninklijke Maatschappij van Nederlandsche Taal- en Letterkunde Eendracht en Vaderlandsliefde. Uit 1832 dateren de treurverzen op zijn moeder en de jubelverzen op kanunnik Ambrosius Goethals en op Franciscus Goethals-Pecsteen. In 1828 schreef hij een Lof der Nederlandsche Taal, die in 1837 gepubliceerd werd in Het Belgisch Museum van Jan-Frans Willems. In 1838 publiceerde hij een artikel over het Brugse dialect in hetzelfde tijdschrift. Dat jaar won hij de tweede prijs in een dichtwedstrijd in Geraardsbergen, op het thema Wat de schouwburg vermag op de beschaving der volkeren.

## Publicatie
- Vlaemsche Dichtkunst in vier zangen, in heldenverzen beschreven en verrijkt met geschied- en letterkundige aenteekeningen,  gevolgd door de Vlaemsche prosodie, 1842.